# William Forsyth Sharpe
William Forsyth Sharpe (Cambridge (Massachusetts), 16 juni 1934) is een Amerikaans econoom.
In 1990 won Sharpe de prijs van de Zweedse Rijksbank voor economie. Sharpe stond aan de basis van onder meer de naar hem vernoemde Sharpe ratio en was betrokken bij de ontwikkeling van het Capital asset pricing model (CAPM).
1969: Frisch, Tinbergen ·
1970 : Samuelson ·
1971: Kuznets ·
1972: Hicks, Arrow ·
1973: Leontief ·
1974: Myrdal, Hayek ·
1975: Kantorovitsj, Koopmans ·
1976: Friedman ·
1977: Ohlin, Meade ·
1978: Simon ·
1979: Schultz, Lewis ·
1980: Klein ·
1981: Tobin ·
1982: Stigler ·
1983: Debreu ·
1984: Stone ·
1985: Modigliani ·
1986: Buchanan ·
1987: Solow ·
1988: Allais ·
1989: Haavelmo ·
1990: Markowitz, Miller, Sharpe ·
1991: Coase ·
1992: Becker ·
1993: Fogel, North ·
1994: Harsanyi, Nash, Selten ·
1995: Lucas ·
1996: Mirrlees, Vickrey ·
1997: Merton, Scholes ·
1998: Sen ·
1999: Mundell ·
2000: Heckman, McFadden ·
2001: Akerlof, Spence, Stiglitz ·
2002: Kahneman, Smith ·
2003: Engle, Granger ·
2004: Kydland, Prescott ·
2005: Aumann, Schelling ·
2006: Phelps ·
2007: Hurwicz, Maskin, Myerson ·
2008: Krugman ·
2009: Ostrom, Williamson ·
2010: Diamond, Mortensen, Pissarides ·
2011: Sims, Sargent ·
2012: Roth, Shapley  ·
2013: Fama, Hansen, Shiller  ·
2014: Tirole  ·
2015: Deaton  ·
2016: Hart, Holmström ·
2017: Thaler ·
2018: Nordhaus, Romer ·
2019: Banerjee, Duflo, Kremer ·
2020: Milgrom, Wilson ·
2021: Imbens, Angrist, Card ·
2022: Bernanke, Diamond, Dybvig ·
2023: Goldin ·
2024: Acemoglu, Johnson, Robinson
- Biblioteca Nacional de España: XX941097
- Bibliothèque nationale de France: cb122915290 (data)
- CiNii: DA00176073
- Gemeinsame Normdatei: 124374107
- International Standard Name Identifier: 0000 0001 1080 7690
- Library of Congress Control Number: n79054452
- Nationale Bibliotheek van Letland: 000004376
- Mathematics Genealogy Project: 87018
- Bibliotheek van het Japanse parlement: 00456269
- Nationale Bibliotheek van Tsjechië: jn20000604847
- Nationale Bibliotheek van Israël: 987007279166105171
- Nederlandse Thesaurus van Auteursnamen: 06960505X
- Système universitaire de documentation: 085827029
- Virtual International Authority File: 108162106
- WorldCat: E39PBJxCtJdg8c9MPKh3rDCfbd